# 五贤士
五贤士，指狐偃、赵衰、贾佗、先轸、魏犨五人，追随晋文公重耳流亡，后助之复国并成其霸业。〈史记 · 晋世家〉记载：“晋文公重耳，晋献公之子也。自少好士，年十七，有贤士五人：曰赵衰；狐偃咎犯，文公舅也；贾佗；先轸；魏武子。”或曰指狐偃、赵衰、颠颉、魏武子、司空季子五人。